# Culicicapa
A Culicicapa a madarak osztályának verébalakúak (Passeriformes) rendjébe és a Stenostiridae családba tartozó nem.

## Rendszerezés
A nembe az alábbi 2 faj tartozik:
- Culicicapa ceylonensis
- Culicicapa helianthea